# بيدخت (شاخنات)
بیدخت (بالفارسية: بیدخت) هي مستوطنة تقع في إيران في قسم شاخنات الريفي. يقدر عدد سكانها بـ 219 نسمة .